# Archie Moore
Archibald Lee Wright, conocido como Archie Moore (Benoit, Misisipi, 13 de diciembre de 1916-San Diego, 9 de diciembre de 1998), fue un boxeador estadounidense campeón mundial en la categoría semipesado entre 1952-1962. Generalmente se le reconoce como el poseedor del récord de peleas ganadas por nocaut con 131.

## Biografía
Nacido como Archie Lee Wright, el 13 de diciembre de 1913, en una familia muy pobre. Su padre, les abandonó cuando aún era un bebé. Su madre dejó que lo criaran en St. Louis unos tíos suyos, Cleveland y Willie Pearl Moore, de quienes tomó el apellido años más tarde.
Tras la muerte de su tío, comenzó a frecuentar malas compañías y Moore tuvo que permanecer encerrado en un reformatorio durante casi dos años. Al salir empezó a prepararse como boxeador. Pasó al boxeo profesional con veintidós años dentro de la categoría de los pesos medios, se paralizó su carrera a comienzos de los años cuarenta, y pudo volver a los cuadriláteros en 1945, en la categoría de los semipesados, pero no fue hasta diciembre de 1952, casi con cuarenta años, cuando venció a los puntos a Joey Maxim en su primer combate con un título mundial en juego.
Su larga trayectoria y ser el campeón indiscutible del peso semipesado, le permitió ser el único boxeador que peleó ante tres leyendas del boxeo, los campeones mundiales de peso pesado Rocky Marciano (campeón 1952-1956), Floyd Patterson (campeón 1956-1962) y Casius Clay (1962), combates que siempre perdió por K.O.
Se retiró en 1963, con casi cincuenta añosy fundó una organización llamada Any Boy Can (ABC), que tenía como misión enseñar boxeo a niños desfavorecidos de San Diego.Fue un gran activista por los derechos civiles. Tras su retirada, siguió ligado al boxeo como preparador de Georges Foreman y también tuvo tiempo de aparecer en  varias producciones cinematográficas.
Moore fue incluido en el Salón de la Fama del Boxeo en 1980.